# Ллойд, Джон Эмрис
Джон Эмрис Ллойд (англ. John Emrys Lloyd, 8 сентября 1905 — 28 июня 1987) — британский фехтовальщик, призёр чемпионатов мира.

## Биография
Родился в 1905 году в лондонском боро Эдмонтон. В 1931 году стал бронзовым призёром Международного первенства по фехтованию в Вене. В 1932 году занял 6-е место в фехтовании на рапирах на Олимпийских играх в Лос-Анджелесе. В 1933 году стал бронзовым призёром Международного первенства по фехтованию в Будапеште. В 1936 году принял участие в Олимпийских играх в Берлине, но неудачно.
В 1937 году Международная федерация фехтования задним числом признала все прошедшие ранее Международные первенства по фехтованию чемпионатами мира.
В 1948 году на Олимпийских играх в Лондоне занял 4-е место в личном первенстве на рапирах, и 5-е — в командном, также участвовал в командном первенстве на саблях, но неудачно. В 1952 году принял участие в Олимпийских играх в Хельсинки, но медалей не завоевал.